# جوليستون، صغد
جوليستون ((الروسية: Гулистон)؛ (بالطاجيكية: Гулистон)، قبل عام 2016: القيرقم أو كيراكم ) هي مدينة تقع في شمال غرب طاجيكستان. تقع في منطقة صغد، في الطرف الغربي لخزان كايركوم. جوليستون هي مدينة التبعية الإقليمية وليست جزءًا من مقاطعة.
يقدر عدد سكان جوليستون في عام 2020 بحوالي 18000 في المدينة و49200 بما في ذلك الضواحي. تغطي مدينة جوليستون أيضًا مدن Adrasmon وZarnisor وKonsoy وNavgarzan وSirdaryo وChoruqdayrron .

## روابط خارجية
الموقع الرسمي